# Áj
Áj (szlovákul: Háj) község Szlovákiában, a Kassai kerület Kassa-környéki járásában. 1964–1991 között Torna község része volt, azóta ismét önálló község.

## Földrajz

### Fekvése
Áj kis hegyi település, mely a tornai várrom mögötti V alakú völgy elején fekszik. Tornától 4 km-re északra, Kassától 38 km-re délnyugatra, a Szlovák-karszthegységben, az Áji-szurdokvölgy bejáratánál 200–250 m tengerszint feletti magasságban található.

### Felszíne
A Belső Északnyugati-Kárpátok részét képező Gömör–Szepesi-érchegység (Szlovák-érchegység) legszebb, legformásabb völgye az Áji-szurdokvölgy, jelentős tájértékeivel kiváló területe a nyári turisztikának. Kiterjedése 214,73 ha. Két katasztrális terület között: Barka és Jászó között húzódik. Nyugaton a Felső-hegy, északon a Volovi-hegyek, keleten a Jászói-fennsík, délkeleten és délen a Kassai- és a Tornai-medence határolja.
Flórája és faunája miatt 1954-ben állami rezervátummá, majd 1986. május 1-jei hatályba lépéssel Állami Területi Rezervátummá nyilvánították. A völgy eredeti esését a magasabban elterülő helyekről figyelhetjük meg. Hosszúsága kb. 2200 méter, mélysége 300 méter, szélessége néhol csak 10 méter, és emellett a jobb oldal kb. 50 méterrel magasabb a bal oldali csúcsoknál. A völgy legalacsonyabban fekvő pontja a falu fölött, 270 méter tengerszint feletti magasságban található, ezzel szemben a völgy átlagos magassága 600–800 méter. A magasabban fekvő helyeken a sziklafalak V betű alakját veszik fel, amelyek 10–24 fokos szöget zárnak be. A völgy két oldalán sziklás csúcsok emelkednek, merőlegesen a völgy észak–déli irányára. A felső részek erősen huzatosak, ezért itt számtalan légörvény keletkezik. A magas sziklafalak szűk szorosában a Áji-patak rohan. Pár millió év alatt egyre mélyebbre vájta medrét a mészkőben. Forrása 750 méter magasságban található. Kettős forrás: a víz rögtön összefut, majd pár méteren túl ismét kettéválik, és így folyik tovább egy erősebb és egy gyengébb ágban. A gyengébb ág forráshelyét a lakosság Hosszúkútnak nevezi. A másik ág (Köves-patak) 1 méter szélességű, barlangszerű üregből csörtet elő a kristálytiszta víz, s medrét, mely már eredeténél 1–1,5 méter széles és 0,15–0,5 méter mély, gazdagon betölti. A patak aztán majdnem egész hosszában ugyancsak eggyé válik, és így hol a bal, hol pedig a jobb oldalon csörgedezik. Néhol, hogy leküzdje az útjába kerülő akadályokat, lejtőket, kisebb nagyobb vízeséseket alkot. A víz egészen addig váj ki barlangokat, folyosókat a föld alatti mészkőben, illetve dolomitban, amíg el nem éri a vizet át nem eresztő réteget. A föld alól aztán ismét a felszínre tör. 

## Története
Áj már az őskorban lakott település volt. A régészeti leletek bizonyítják, hogy a Bódva-völgy a kőkorszak óta az egyes korok emberei számára ismert és lakott volt. Torna határában és az Áji-völgyben bronzkori leleteket tártak fel, illetve azonosítottak a régészeti kutatások. Jelentős hallstattkori (késő bronzkor, illetve a kora vaskor i.e. 800–400/350) leleteket tártak fel. (KK Miroššayová 1994.)

### Középkor
Középkori lakosságáról jóformán semmi sem ismeretes. Az első írásos emlék „Ag”, „Ayh” néven említi. 1357-ben említik először oklevélben, a tornai váruradalomhoz tartozott, Nagy Lajos adományozta Tornai Jánosnak (?–1406). Mindig a tornai uradalom részeként adományozták vagy vették meg. Torna első írásos említése az 1198. július 16-án III. Ince pápa által kiadott bullában található, melyben megerősíti Imre király adományát, aki Tornát négy környező faluval együtt a mohamedánok elől Magyarországra menekülő nagynénjének, Aliz antiochiai hercegnőnek adta.
A jászói prépostság második alapítólevelében, 1255-ből olvashatunk egy „Ajfej” nevezetű hegységről. Az „áj” szó a régi magyar nyelvben völgyet jelentett, magyar eredete tehát vitathatatlan. A tornai királyi uradalom IV. László király idejében (1272-1290) került magánkézre. Első birtokosai a sáros megyei Tekusok voltak. Tekus János 1314-ben felvette a Tornay nevet. Ő volt tehát a Tornai család őse. A Tornay család 1406-ban örökös nélkül kihalt. Minden birtokuk, így Áj is visszaszállt Zsigmond királyra. 1409-ben Zsigmond király Besenyő Pálnak (+1436) adományozta, illetve kicserélte Berencsi Sáfár Istvánnal Kőkaporca váráért. 1436-ban Sáfár István fia Szilveszter (aki „Tornai”-nak nevezte magát) tulajdona. 1446-ban Szapolyai Imre megveszi és 1531-ig birtokolja.

### Korai újkor
1531-ben Szapolyai Imre felesége, Bebek Orsolya lesz a birtokos. Ezt követően sűrűn cserélt gazdát. 1559-ben Horváth Gáspár özvegye az I. Ferdinánd királytól ajándékba kapott várat eladja Magócsi Gáspárnak.
1567-ben törökök portyáztak a környéken, de a faluig nem jutottak el. 1567-ben 6 porta, 4 teljes és 4 fél jobbágytelek, valamint 7 zsellér és 1 üres ház volt itt. 1596-ban 36 házban laktak. 1598-ban a paplakáson kívül még 37 ház állt, a lakosok között 14 magyar, 9 szlovák és 14 ismeretlen eredetű családnevet találunk. 1611-ben Magócsitól Móricz Borbála és Anna örökölte. Borbála Keglevics Miklós felesége lett, így Áj is Keglevich birtokká vált.
Áj lakossága a 16. században tért át a református hitre, 1608-ban már szervezett református egyháza volt. Templomukat 1672-ben foglalták le a jezsuiták, s ettől az évtől egészen az 1760-as évekig a kis áji gyülekezet egyedül állt a viharban, mert a tornai gyülekezet is szétesett. Egyes források szerint a Tornáról elmenekült reformátusok egy része Ájban, másik részük Szádellőben telepedett le. Az 1760-as évek óta az áji gyülekezet Szádellőhöz tartozik, jelenleg a szádellői református pap látja el a szolgálatot.
1685-ben a várat Schulz generális szétlövette. 1713-ban fából készült az újonnan épült református templom. 1715-ben már csak 15 családot és 14 házat írtak össze a faluban. 1753-ban temploma romos állapotban van.
A falu a pestisvész utáni időszakban – összehasonlítva a környező településekkel – még így is viszonylag népesnek volt mondható. Üres portái viszont valószínűleg lehettek, mert az ezt követő években néhány római katolikus vallású szlovák család is költözött a községbe, akik a későbbiekben elmagyarosodtak (Csíkvári 1939, 165). Betelepülésükre 1773 előtt került sor, mert a fenti évben készült összeírás már magyar és szlovák lakosokat említ. Ekkor még sem parókiája, sem iskolamestere nem volt a településnek.
A Keglevich család idejére tehető a rekatolizáció. 1756-ban Szent József tiszteletére katolikus templom épült. Keglevich József latin nyelvű misekönyvet ajánlott fel a templomnak. A templom védőszentje Szent József.
A 18. század végén Vályi András így ír róla: „AJ. Magyar falu Torna Vármegy. földes Ura Gróf. Keglevits Uraság, lakosai katolikusok, fekszik Tornátol 1/4 mértföldnyire, vidékje a’ helységnek gazdagon terem, mind buzát, mind rozsot, e’ mellett réttye elegendő, ’s alkalmatos itató helye, fája mind tűzre, mind épűletre a’ mennyi kívántatik, makkjával is számos sertéseket hízlalhat, gyümöltsöse kiváltképen jó, 22 fa vágásbol is kereshetnek pénzt, ezen kivűl a’ falunak van közönséges 13. kaszás alá való réttye, malmok mind helyben, mind közel a’ szomszédságban, melly szép tulajdonságaihoz képest, első Osztálybéli.”
Ájban a reformátusok és római katolikusok mellett a szomszédos Hacsavárról lehúzódott görögkatolikusok is élnek, akik származásukat tekintve ruszinok. Az 1806. évi összeírás szerint Ájban – Hacsava filiájaként – 31 görögkatolikus lelket számláltak, közöttük 4 tiszta görögkatolikus házaspár, a többség – 18 házaspár – esetében azonban a házastársak egyike római katolikus vallású. A görögkatolikus közösség prédikációs nyelve a ruszin és a magyar nyelv volt.

### 19. század
Fényes Elek 1851-ben kiadott geográfiai szótárában így ír a faluról: „Áj, magyar falu, Abauj-Torna vgyében, Tornához éjszakra, 1/2 órányira, egy regényes vidéken, hegyek közt: 423 kath., 257 ref. lak., fenyves és tölgyes erdővel, sok gyümölcscsel, s hegyes, de elég termékeny határral. F. u. gr. Keglevich és Vay. Van 19 1/2 urbéri-telke. Ut. p. Rozsnyó.”
1850. szeptember 8-án óriási tűz pusztított, a fából épült házak leégtek, helyükre darázskőből építettek házakat. 1869-ben a falunak 502 magyar lakosa volt.
Áj 1881-ig Torna vármegyéhez, azután az új Abaúj-Torna vármegye Tornai járásához tartozott.

### 20. század
Borovszky monográfiasorozatának Abaúj-Torna vármegyét tárgyaló része szerint: „Áj községnek van 85 háza és 456 magyar ajku lakosa. Postája és távirója szintén Torna. Az áji völgyön át szűk és veszedelmes, kőkörgetegeken és széditő mélységen át vezető ösvény visz Falucskára. Legveszedelmesebb pontja ez utnak az „Ördighídja”.”
1903-ban újabb tűz pusztított. A trianoni diktátum következtében a falu 1920–1938 között és 1945-től Csehszlovákiához tartozott, közben hat évre visszakerült Magyarországhoz. A lakosság csökkent, csak a csehszlovák időszakban indult ismét növekedésnek. 1939-ben a községnek 421 lakosa volt. A község első, 1919-ben épített vízvezetéke 1947-ig működött.
1964-ben egyesítették Tornával, megkezdődött a falu elsorvasztása. Az egyesített település a Turnianske Podhradie (Tornaváralja) nevet kapta. 1981-ben bezárták a helyi kisiskolát. 1991-ben önállósult ismét a falu. 1992-ben a második világháború áldozatainak emlékére emlékművet emeltek. 1996-ban átadták a halottasházat. 1997-ben 336 személyt tartottak számon, ennek 90%-a magyar.

## Népessége
| Év:            | 1994. | 2004.    | 2014.   | 2024.    |
| -------------- | ----- | -------- | ------- | -------- |
| Emberek száma: | 332   | 285      | 290     | 239      |
| Eltérés:       |       | -14,15 % | +1,75 % | -17,58 % |

| Év:            | 2023. | 2024.   |
| -------------- | ----- | ------- |
| Emberek száma: | 242   | 239     |
| Eltérés:       |       | -1,23 % |

1880-ban 543 lakosából 512 magyar és 7 szlovák anyanyelvű volt.
1890-ben 456 lakosa mind magyar anyanyelvű.
1900-ban 507 lakosából 457 magyar és 29 szlovák anyanyelvű volt.
1910-ben Ájnak 394 lakosa mind magyar anyanyelvű.
1921-ben 393-an lakták, ebből 382 magyar.
1930-ban 378 lakosából 337 magyar és 32 csehszlovák volt.
1941-ben 454-en lakták, ebből 418 magyar és 20 szlovák.
1991-ben 335 lakosából 246 magyar és 60 szlovák volt.
Az 1991. évi népszámlálás adatai szerint a falu összlakosságának (335 fő) 47%-a aktív korú. Többségüknek – 88%-uknak – nem helyben van a megélhetése, környékbeli településekre utaznak munka után. Utazniuk kell a gyerekeknek is, mert iskola helyben 1981 óta nincs. Előtte magyar nyelvű iskolájuk volt. Kb. 30 tanköteles gyerek él a faluban, 80%-uk magyar, 20%-uk szlovák iskolába jár Tornára. Szlovák iskolába általában a Hacsaváról leszármazottak és a nemzetiségileg vegyes házasságban született gyermekek járnak. Egész napos óvoda van a faluban, ez magyar nyelvű. Az istentisztelet is magyarul folyik a templomban.
Az 1970-es években sokan elköltöztek. Ehhez az is hozzájárult, hogy a fiatalok nem építhettek új házakat, ugyanis a falu építési tilalom alá esett. Ezért sokan Tornán vettek telket, s építették fel családi házukat. Az elmúlt néhány évben megváltozott a település megítélése. Áj község festői környezetű völgyben fekszik, közepén tiszta vizű patak folyik keresztül. Az utóbbi években egyre több fiatal marad a faluban. Amellett, hogy a fiatalok is szívesebben maradnak otthon, kassai családok betelepülése is folyamatban van, akik hétvégi házaknak vásárolják fel az eladásra kerülő régi parasztházakat. Azokba a lakóházakba, melyekből az idősek elköltöznek vagy meghalnak, Kassáról jönnek családok, és hétvégi házakat rendeznek be. 2007-ben már négy család tartózkodik itt hétvégéken és szabadságok alatt, élvezik a természet szépségét és a tiszta levegőt.
A község lakossága segíti a letelepedésüket, lassan kezd a község „üdülőfalu” formát kapni, mert azok a fiatalok is hazajárnak hétvégén a szüleikhez, akik városon laknak. 1994 nyarán már 12 hétvégi ház volt a faluban. Lakói mind kassaiak, többnyire tudnak magyarul. A falu nem idegenkedik tőlük, befogadja őket.
2001-ben 307-en lakták, ebből 261 magyar és 31 szlovák.
2011-ben 290 lakosából 242 magyar és 35 szlovák.
2021-ben 248 lakosából 176 magyar (71%) és 58 szlovák, 2 cseh, 1 morva, és 11 egyéb.

### Vallási megoszlás
A reformátusok, római és görögkatolikusok mellett néhány úgynevezett „hívő” is él a faluban. Ezt a vallást a községi krónika feljegyzése szerint az I. világháború után kezdte terjeszteni Komár Gyula és id. Kalász István, sokan csatlakoztak hozzájuk. Ma kb. 10-12 személyt számlál, de csak 4 személy gyakorolja aktívan.

## Nevezetességei
- Római katolikus temploma Szent József tiszteletére 1764-ben épült barokk és klasszicista stílusban. Berendezése a 18. század második felében készült. 1637 körül épülhetett fából, amit 1672-ig a református egyház használt. 1713-ban ismét újból építették zsindellyel fedve. Nem volt tornya, a templom előtt harangláb volt. 1753-ban romos templomként van ismét feltüntetve. 1756-ban Keglevich József kezdeményezésére épült, kétszakaszos barokk orgonakarzattal. A templom védőszentje Szent József. 1903. február 16-án gyújtogatás következtében leégett 39 házzal együtt. A harangok leestek, de nem történt bajuk. 1903. augusztus 23-án ismét felszentelték. 1930 körül palázták át a zsindelyt. Utolsó javítások 1950-ben, 1972-ben és 1994-ben voltak.
A templomot a rozsnyai megyés püspök már 1645-ben kegyhelynek nyilvánította és a búcsújárást engedélyezték. Áj ma is búcsújáró kegyhely, Barka mellett ez a Kelet-Felvidék második legnagyobb búcsújáró helye. A szeptember 15-ét ünneplő búcsújáró tornaiak feloldozás miatt érkeznek a búcsúba.
A Skapuláré Társulat fénykorában a település katolikus hitélete újabb virágzásnak indult. A Skapuláré Társulatot Bencsik Sándor tornai plébános alapította 1922-ben. Az egyházi engedélyek megszerzése után elkészítették a Fájdalmas Szűz oltárát, amelynek költségét a Jäger család vállalta. A Skapuláré Társulat a két világháború között nagyon népszerű volt, a kommunizmus idején azonban elsorvadt. A 2000-ben elhunyt Oravecz Pál tornai esperes újította fel a társulatot.
- Református temploma a 19. században épült klasszicista stílusban. 1608-tól szervezett református egyház volt a községben. Mivel templomukat a Bebekek elkobozták 1672-ben (Herkó páter), misére ezért Zsarnóra és 1760-tól Szádelőbe jártak. Az 1850-es években iskola házat építettek, mely 1948-ig működött. 1896-ban a hívek adományai alapján két év alatt építették fel a jelenlegi református templomot. Utoljára 1996-ban renoválták.
- A térség turisztikai vonzerejét növelik a rendezett utcáin jól fennmaradt, hagyományos népi építészeti stílusban épült parasztházak; továbbá a falu népzenei hagyományai és még ma is élő népszokásai.
- A Gömöri mesenap elnevezésű rendezvény, évente július 23-án a közeli hegyek-völgyek egykori hiedelmeit, mondáit, népmeséit elevenítik fel.
- Áj dalköre az Árvalányhaj énekkar. Vezetője: Červená Éva. Alakította 1985-ben Kalász Valéria.
- Áji-szurdokvölgy vagy Áj-völgy: bejárata a falu határában található és a Szádelői-völggyel párhuzamos. A falu felett néhány travertin sziklákról lezúduló karszteredetű vízesés látható. Itt található a Köves-patak-barlang (Jaskyňa Skalistý potok) és a Kunia-zsomboly (Obrovská priepast) barlangrendszere, amely az Aggteleki-karszt és a Szlovák-karszt barlangjai részeként szerepel az UNESCO világörökségi listáján.

## Neves személyek
- Áj díszpolgárai
  - Vargyas Lajos (1914. február 1. – Budapest, 2007. október 11.) magyar néprajz- és népzenekutató, aki 1940 telén és 1941 kora tavaszán végzett népdalgyűjtést a községben. Kutatómunkájának teljes anyagát Egy felvidéki falu zenei világa ‑ Áj, 1940 címmel jelentették meg 2000-ben.
- Áj (Szádelő) református lelkipásztorai
  - Dapsai Dapsy Miklós 1788–1794
  - Nagy István 1794–1797
  - Bende Gábor 1797–1807
  - Garai Némedi István 1807–1830
  - Mártha István itt működött 1831 tavaszától 1832. év tavaszáig
  - Szendrei János 1832–1869
  - Kerekes Károly 1869–1874
  - Péter József 1874–1875
  - Gyarmathy József 1875–1876
  - Ragályi Géza 1876–1899
  - Fodor Géza 1899–1903
  - Keresztury Károly 1903–1929
  - Kőszeghy Gábor 1930 januárjától 1930 júniusáig szolgált be Tornagörgőről
  - Sipos István csak 1930 július-augusztus havában, mint teológus szolgálta Szádelőt
  - Kecskeméthy Lajos 1930 szeptemberétől 1937 márciusáig szolgált
  - Batta Pál 1937. március 7 és április 7 között érkezett Szádelőre – 1948. év június hó 5. napján mondott le.
  - Hanesz Sándor lelkész vette át a gyülekezetet és annak vezetését
  - Bernáth Sándor 1955. március 16-án vette át szádelő hivatalát, 1992 decemberéig szolgált
  - Kosár Károly 1993 év elejétől 1994 novemberéig lelkészkedett itt Bódvavendégiből
  - Varga Zoltán 1994. december 16-tól szolgált és 2003. november 2-án adta át hivatalát
  - Simonné Szekeres Ilona 2003. november 2-tól Bódvavendégiből szolgálta be Szádelőt 2004. március 7-ig
  - Sasák Attila és Sasák Ilona lelkészházaspár 2004. március 7-től 2005. október 30-ig
  - Dukon András 2005. október 31-én lépett be hivatalába (K.K.)